# Love Locker
Love Locker este un film românesc din 2016 regizat de Andreea Borțun. Rolurile principale au fost interpretate de actorii Doina Teodoru, Rareș Andrici.

## Distribuție
Distribuția filmului este alcătuită din:
- Doina Teodoru — Rita
- Iulia Verdeș — Doamna misterioasă
- Rareș Andrici — Mino
- Constantin Drăgănescu